# Jens Lien
Jens Lien (14 settembre 1967) è un regista norvegese.

## Biografia
Si è laureato alla London International Film School nel 1993. Il cortometraggio realizzato per la laurea, intitolato Montana, è stato presentato al festival del cortometraggio di Grimstad nello stesso anno. Nel 1995 ha preso nuovamente parte a questo festival con il cortometraggio Mitt elektriske kjøkken. In seguito Lien ha realizzato i cortometraggi Døren som ikke smakk (2000) e Naturlige Briller (2001). Entrambi sono basati su sceneggiature di Per Schreiner e sono stati presentati al Festival di Cannes. Inoltre Lien ha realizzato diversi video pubblicitari.
Nel 2003 ha diretto il suo primo lungometraggio, dal titolo Jonny Vang. Il film è stato selezionato per il Festival internazionale del cinema di Berlino e ha valso un premio Amanda ad Aksel Hennie come migliore attore, nel 2003. È stato anche candidato come miglior film, ma il premio è andato a Racconti di cucina di Bent Hamer. Nel 2006 Lien ha realizzato il suo secondo lungometraggio, Den brysomme mannen. Anche questo film è stato frutto della collaborazione con Per Schreiner; è basato su un soggetto originariamente scritto per la radio e registrato due anni prima dell'adattamento sullo schermo. Il film è stato premiato con tre premi Amanda nel 2006, per la miglior regia, la miglior sceneggiatura e il miglior attore (Trond Fausa Aurvåg), oltre a esser stato candidato come miglior film e per la miglior attrice (Petronella Barker). Den brysomme mannen ha vinto oltre a 20 premi internazionali, tra cui l'ACID Award al Festival di Cannes.
Nel 2011, il suo terzo lungometraggio intitolato Sønner av Norge è stato premiato al Toronto Film Festival e vede il cameo del cantante britannico John Lydon.

## Filmografia
- Montana (1992) – cortometraggio
- Mitt elektriske kjøkken (1995) – cortometraggio
- Hver søndag hos mor (2000) – cortometraggio
- Døren som ikke smakk (2000) – cortometraggio
- Spenn (2001) – cortometraggio
- Naturlige briller (2001) – cortometraggio
- Jonny Vang (2003)
- Den brysomme mannen (2006)
- Høydepunkter (2007) – cortometraggio
- Sønner av Norge (2011)